# William L. Dayton
William Lewis Dayton (17 de febrero de 1807-1 de diciembre de 1864) era un abogado y político estadounidense.
Dayton nació el 17 de febrero de 1807 en Basking Ridge, en el Municipio de Bernards del Condado de Somerset, en el Estado de Nueva Jersey y era hijo del agricultor Joel Dayton y de la esposa de éste; además Dayton era pariente lejano de Jonathan Dayton, un político de Nueva Jersey y uno de los firmantes de la Constitución de los Estados Unidos. En 1825 Dayton se graduó en Derecho en el College of New Jersey (actual Universidad de Princeton) y comenzó a trabajar de abogado en Freehold.
En 1837 Dayton fue elegido magistrado de la Corte Suprema de Nueva Jersey por el Consejo Legislativo de Nueva Jersey (en esa época la Cámara alta de la Legislatura de Nueva Jersey, la Asamblea Legislativa bicameral estatal).
En 1842 Samuel L. Southard, uno de los senadores por Nueva Jersey al Senado de los Estados Unidos, murió, dejando vacante su escaño. La Legislatura de Nueva Jersey eligió a Dayton senador para completar lo que restaba del período para el que había sido elegido Southard; Dayton tomó posesión del escaño el 2 de julio de 1842. En 1844 Dayton fue reelegido senador por la Legislatura de Nueva Jersey para el período que comenzaba el 4 de marzo de 1845; Dayton ganó su reelección como candidato del Partido Whig de los Estados Unidos. Posteriormente Dayton perdió en su intento de obtener una nueva reelección así que culminó su servicio como senador el 4 de marzo de 1851.

## Primer Candidato Vicepresidencial del Partido Republicano

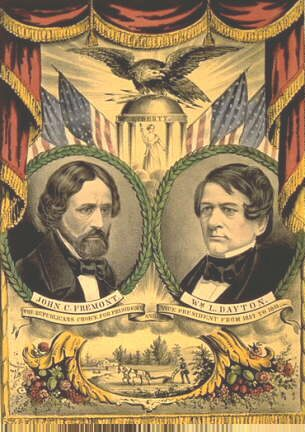
Afiche de la campaña electoral republicana de 1856 con John C. Frémont como candidato presidencial y William L. Dayton como candidato a Vicepresidente de los Estados Unidos.

En 1856 el nuevo Partido Republicano de los Estados Unidos (fundado luego de la desintegración del Partido Whig en 1854) iba a participar por primera vez en unas elecciones presidenciales; para elegir a sus candidatos a Presidente de los Estados Unidos y Vicepresidente se reunió la primera Convención Nacional Republicana en la ciudad de Filadelfia, entre el 17 de junio y el 19 de junio de 1856.
Después de elegir a John C. Frémont como el primer candidato presidencial republicano, la Convención pasó a elegir al compañero de fórmula de Frémont; entonces William Dayton fue uno de los nominados a la candidatura a Vicepresidente de los Estados Unidos.
En una primera votación informal de la Convención para medir el apoyo a los precandidatos vicepresidenciales, Dayton obtuvo los votos de 253 delegados de la Convención, frente a los sufragios de 110 delegados que obtuvo su principal rival, un excongresista por un distrito de Illinois, Abraham Lincoln (que años más tarde sería el primer presidente republicano); otros trece precandidatos se repartieron el voto del resto de los delegados. En la votación formal de la Convención, Dayton ganó al obtener 523 votos contra 20 votos que obtuvo Lincoln (mientras algunos delegados votaron por otros aspirantes); y fue proclamado candidato a Vicepresidente de los Estados Unidos por el Partido Republicano (el primero de ese partido).
La fórmula electoral Frémont-Dayton debía enfrentarse en las elecciones presidenciales a la fórmula del Partido Demócrata de los Estados Unidos integrada por James Buchanan y John C. Breckinridge, candidatos a presidente y vicepresidente respectivamente; y a la fórmula del nuevo Partido Americano (brazo político del movimiento Know Nothing) integrada por el expresidente Millard Fillmore y Andrew Jackson Donelson para presidente y vicepresidente respectivamente.
En las elecciones presidenciales celebradas el 4 de noviembre de 1856, la fórmula Buchanan-Breckinridge obtuvo 1.836.072 votos populares, equivalentes al 45,28% del total de los sufragios; la fórmula Frémont-Dayton obtuvo 1.342.345 sufragios populares, equivalentes al 33,11% y la fórmula Fillmore-Donelson obtuvo 873.053 votos, que equivalían al 21,53%. En el Colegio Electoral (los votantes eligen a los Electores que forman este Colegio encargado a su vez de elegir al Presidente) la fórmula Buchanan-Breckinridge obtuvo 174 votos contra 114 de Frémont-Dayton y 8 de Fillmore-Donelson. Por lo tanto Frémont y Dayton fueron derrotados, y Buchanan y Breckinridge se convirtieron en presidente y vicepresidente electos (tomando posesión de sus cargos el 4 de marzo de 1856).

## Precandidatura presidencial derrotada
Luego de la derrota electoral en su campaña a la vicepresidencia estadounidense, Dayton sería nombrado fiscal general de Nueva Jersey en 1857; permanecería en ese cargo hasta 1861.
En 1860 Dayton fue uno de los aspirantes a la candidatura presidencial del Partido Republicano; en la Convención Nacional Republicana que se celebró en Chicago del 16 de mayo al 18 de mayo de ese año Dayton fue nominado, pero no tuvo éxito. 
En la primera votación Dayton obtuvo los votos de sólo 14 delegados y quedó por detrás de otros cinco precandidatos. En la segunda votación obtuvo 10 votos y estuvo por detrás de cuatro aspirantes. En la tercera votación obtuvo los sufragios de un solo delegado, quedando por detrás de cinco aspirantes. Finalmente en la tercera votación "corregida" (en la que, habiendo ya un ganador que había alcanzado la mayoría calificada en la votación anterior, se da una oportunidad a los delegados de cambiar su voto para tratar de cerrar filas en torno al ganador) Dayton volvió a obtener un solo voto quedando por detrás de tres aspirantes.
El ganador de la candidatura fue Abraham Lincoln (que cuatro años antes había sido el rival de Dayton por la candidatura vicepresidencial), que se convertiría en el primer presidente republicano de la historia de Estados Unidos.

## Últimos Años
En 1861 el presidente Abraham Lincoln nombró a Dayton Ministro Plenipotenciario (Embajador) de los Estados Unidos en Francia.
Como máximo representante diplomático de los Estados Unidos en Francia en plena Guerra de Secesión, Dayton presionó con éxito al gobierno del Emperador francés Napoleón III para que no reconociera la independencia de los rebeldes Estados Confederados de América y para que tampoco permitiera el uso de los puertos franceses por navíos confederados.
Estando todavía al frente de la legación diplomática estadounidense en Francia, Dayton murió en París el 1 de diciembre de 1864. Su cuerpo fue repatriado y sepultado en la ciudad de Trenton, capital de Nueva Jersey.